# Comuna Novopillea, Krîvîi Rih
Novopillea (în ucraineană Новопілля) este o comună în raionul Krîvîi Rih, regiunea Dnipropetrovsk, Ucraina, formată din satele Ceapaievka, Cervoni Podî, Dniprovka, Kolomiițeve, Novomaiske, Novopillea (reședința), Zlatopil și Zolota Poleana.

## Demografie
Componența lingvistică a satului Novopillea
     Ucraineană (83,3%)
     Rusă (14,79%)
     Romani (1,14%)
     Alte limbi (0,44%)
Conform recensământului din 2001, majoritatea populației satului Novopillea era vorbitoare de ucraineană (83,3%), existând în minoritate și vorbitori de rusă (14,79%) și romani (1,14%).